# Абелиа (церковь)
Церковь святой Троицы в Абелиа (груз. აბელიის სამების ეკლესია) — грузинская православная церковь XIII века, расположенная на территории Тетрицкаройского муниципалитета в южной Грузии, в мхаре Квемо-Картли. Простой однонефный храм находится на окраине современного села Абелиани, ранее известного как Абелиа. Упоминание двоевластия в Грузии во время монгольского владычества на южной стене церкви позволяет определить период строительства церкви 1250—1259 годами. Церковь внесена в список недвижимых памятников культуры национального значения Грузии.

## Расположение
Церковь Абелиа расположена у подножия горы Самеба в мхаре Квемо-Картли. Это место, впервые упомянутое как Абелиа в документе 1580 года, было заселено уже в раннем бронзовом веке, о чем засвидетельствовали археологические раскопки, проводившиеся в 1950-х годах. На этом месте также был обнаружен некрополь V—III веков до нашей эры с бронзовыми, железными и стеклянными артефактами, включая печати со сценами охоты. Этот район, полностью заброшенный в XVIII веке и впоследствии в значительной степени слившийся с окружающейся дикой природой, посетил грузинский исследователь Эквтиме Такаишвили в начале 1900-х годов. Он впервые описал местные древности, включая церковь Абелиа.

## Архитектура
Церковь Абелиа представляет собой небольшой однонефный храм, в значительной степени сохранивший свою первоначальную архитектурную форму. Он построен из больших правильных серых пористых долеритовых блоков и облицован тёсаным камнем, за исключением свода, который сделан из щебня. Вытянутый зал разделён на две камеры средней несущей аркой и заканчивается полукруглой апсидой на восточной стороне. Апсида характерно сужается в сторону конхи. Единственный вход в церковь расположен с её южной стороны, и каждая стена, за исключением северной, пронизана одним окном. Внутреннее пространство храма когда-то был украшено фресками, но время большинство из них не пощадило. Наружные стены крайне бедны отделкой. По обе стороны от архитравного камня находятся два выступающих кронштейна, которые когда-то, вероятно, поддерживали арки ныне утраченной пристройки. В 2006 году церковь была реконструирована в рамках государственной программы.

## Надпись
Южный фасад украшает длинная надпись, выполненная средневековом грузинском шрифтом «асомтаврули» и содержащая 23 строки. Она сделана от имени Арсена Мшуидаисдзе, архиепископа Манглиси, и упоминает правивших вместе царей Грузии Давида VII Улу и Давида VI Нарина, супругу первого царицу Тамару-Хатун и их сына Георгия. Тамара была христианской, но была также известна как Джигда-хатун, будучи сельджукской или монгольской принцессой по своему происхождению. Далее в тексте содержатся жалобы на те трудности, которые пришлось пережить церковным строителям в то время, когда «татары завоевали это царство и всю страну», что служило отсылкой к монгольскому господству в Грузии.